# Paul Thellier
Paul Thellier est un homme politique français né le 29 octobre 1899 à Tangry (Pas-de-Calais) et décédé le 29 août 1944 à Templeuve (Belgique), mort pour la France. Il est avocat.

## Biographie
- Député Républicains de gauche du Pas-de-Calais de 1934 à 1940.

- Ministre de l'Agriculture du 24 janvier au 4 juin 1936 dans le gouvernement Albert Sarraut (2) ;
- Ministre de l'Agriculture du 21 mars au 16 juin 1940 dans le gouvernement Paul Reynaud.

Arrêté  par la Brigade des Anges (une association de malfaiteurs français à la solde de la Sipo-SD de La Madeleine et de l'Abwehr de Lille), Thellier est blessé par balle alors qu'il tente d'échapper à ses poursuivants. Il est pourchassé jusqu'à un commerce de la rue de Bourgogne à deux pas de son domicile. Alors qu'il devait être conduit par ses poursuivants dans un hôpital pour qu'il y reçoive des soins, Thellier est en réalité emmené à Templeuve (Belgique) où il sera retrouvé par les gendarmes belges. Une voiture en flamme est en effet aperçue et les forces de l'ordre belges se rendent sur place. Le corps calciné de Paul Thellier sera retrouvé dans le véhicule.

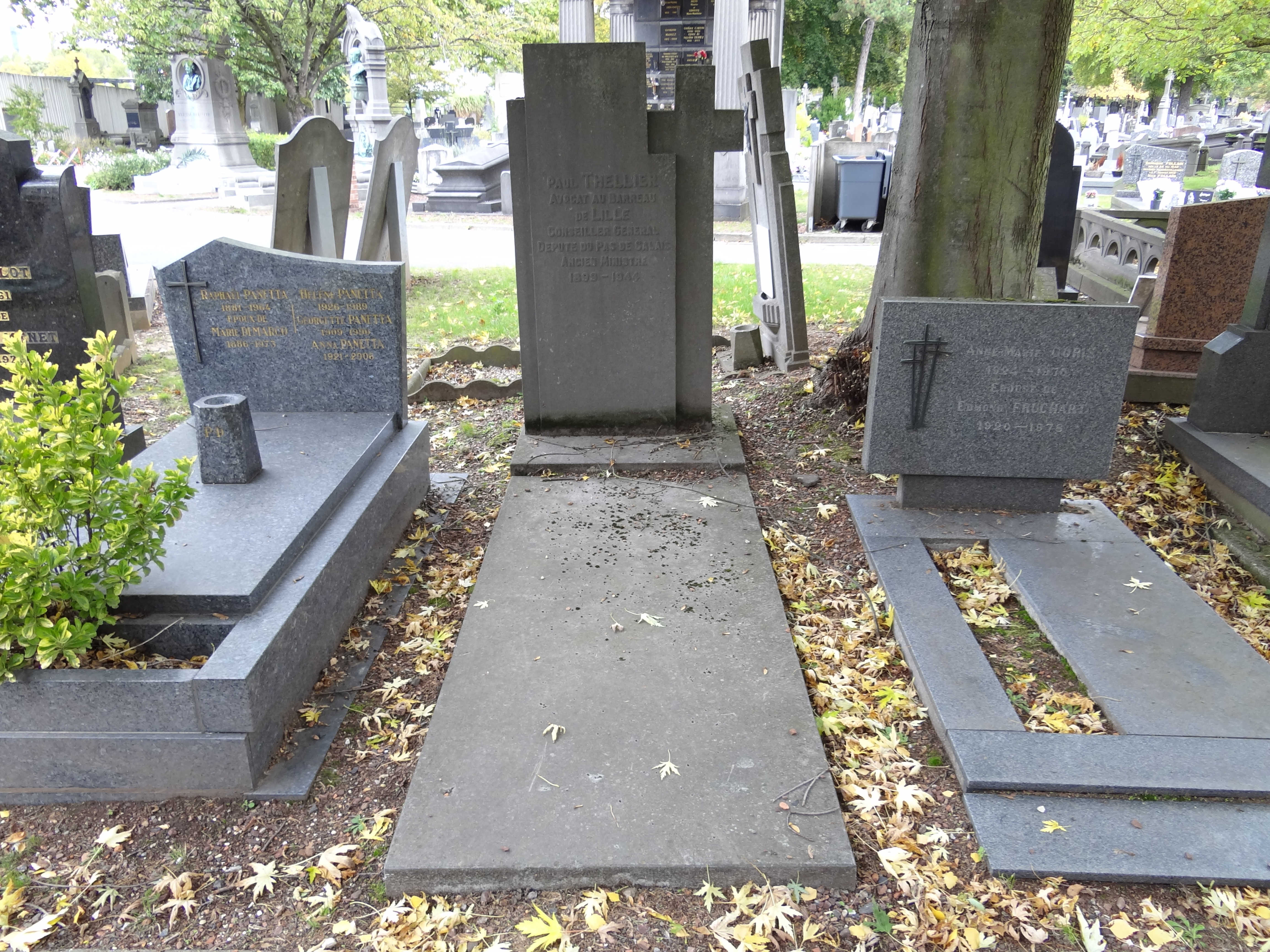
La tombe de Paul Thellier au cimetière de l'Est à Lille (Nord).

### Sources
- « Paul Thellier », dans le Dictionnaire des parlementaires français (1889-1940), sous la direction de Jean Jolly, PUF, 1960 [détail de l’édition]